# Федеріко Еррасуріс Ечауррен
Федеріко Еррасуріс Ечауррен (ісп. Federico Errázuriz Echaurren; 16 листопада 1850, Сантьяго, Чилі — 12 липня 1901, Вальпараїсо, Чилі) — чилійський політичний і державний діяч, юрист, 13-й президент Чилі в 1896—1901 роках.

## Біографія
Баск за походженням. Народився в сім'ї Федеріко Еррасуріса Саньярту, 8-го Президента Чилі. Юридичну освіту здобув у Національному інституті і Чилійському університеті, який закінчив у 1873 році. Член Ліберальної партії. У політиці з 1876 року, коли був обраний депутатом Конституційних зборів. З 7 серпня 1890 по 15 жовтня 1890 року за президента Хосе Мануеле Бальмаседа очолював міністерство війська і флоту. Після закінчення Громадянської війни в Чилі (1891) за станом здоров'я вирушив до Німеччини. Протягом півтора року подорожував по Європі, отримав аудієнцію у Папи Римського Лева XIII. У 1894 році повернувся в Чилі і був обраний сенатором. У тому ж році — міністр юстиції і публічної служби. На Президентських виборах в Чилі в 1896 році здобув перемогу над кандидатом Вісенте Рейєсом. Обраний президентом Чилі після підтвердження Конгресу. Обіймав крісло президента з 18 вересня 1896 по 12 липня 1901 року. Помер раптово від тромбозу.